# Unione montana di comuni Alta Ossola
L'unione montana di comuni Alta Ossola è un ente locale sovracomunale, con autonomia statutaria, costituitosi nel 2015, che aggrega i sette comuni di Baceno, Crodo, Formazza, Montecrestese, Premia, Trasquera e Varzo.

## Storia
L'ente è stato costituito in seguito alla soppressione della Comunità montana delle Valli dell'Ossola, insieme a tutte le altre comunità montane del Piemonte, con la Legge regionale 28 settembre 2012, n. 11.
Il 31 dicembre 2015 dunque le funzioni della comunità montana sono state ripartite tra le neonate unioni montane "Alta Ossola", "Vigezzo", "Valli dell'Ossola" e "Media Ossola"

## Territorio
Il territorio di questa unione di comuni comprende le valli Antigorio, Divedro, Formazza e Isorno.

## Principali funzioni
- La gestione associata dei servizi: scuole, servizi pubblici, servizi sociali, trasporti, protezione civile, rifiuti, polizia locale, urbanistica e opere pubbliche.
- La gestione associata delle "funzioni montane": difesa del suolo, sicurezza del territorio montano e le politiche alimentari, agricole e forestali.
- La tutela del territorio con il turismo e le attività commerciali: promozione turistica, sport, cultura e la cooperazione transfrontaliera.

## Demografia dei Comuni
Nel dettaglio fanno parte dell'unione montana i seguenti 7 comuni: 
| Posizione     | Stemma | Comune        | Popolazione (ab) | Superficie (km²) | Densità (ab/km²) | Altitudine (m s.l.m.) | Altitudine Minima (m s.l.m.) | Altitudine Massima (m s.l.m.) |
| ------------- | ------ | ------------- | ---------------- | ---------------- | ---------------- | --------------------- | ---------------------------- | ----------------------------- |
| 1º            |        | Varzo         | 2 020            | 93,77            | 21,54            | 568                   | 370                          | 3563                          |
| 2º            |        | Crodo         | 1 401            | 53,58            | 26,15            | 525                   | 372                          | 2929                          |
| 3º            |        | Montecrestese | 1 252            | 86,15            | 14,53            | 486                   | 287                          | 2775                          |
| 4º            |        | Baceno        | 916              | 77,27            | 11,85            | 655                   | 507                          | 3224                          |
| 5º            |        | Premia        | 555              | 88,90            | 6,24             | 800                   | 534                          | 3002                          |
| 6º            |        | Formazza      | 438              | 130,65           | 3,35             | 1280                  | 885                          | 3358                          |
| 7º            |        | Trasquera     | 175              | 39,06            | 4,42             | 1100                  | 535                          | 2856                          |
| Totale unione | –      | –             | 6757             | 569,38           | 11,87            | –                     | 287                          | 3563                          |